# Goodbye Sweden
Goodbye Sweden är ett musikalbum av Fleshquartet som släpptes 26 september 1990. Stefan Glaumann producerade albumet, som spelades in i Mistlur & Decibel Studios. Freddie Wadling medverkade som sångare och textförfattare.

## Låtlista[2]
1. Hey Bombay - 3:46 (Ravi Shankar)
2. The Battle Is On - 4:25
3. Goodbye - 4:23
4. Stomp Your Feet And Clap Your Head - 3:25
5. I Am Missing You / Krsna - 6:04
6. I Can Dig You When I Smoke My Cigarette - 4:25
7. Miss You - 4:04
8. Det Mest Fantastiska - 0:55
9. Flesh'n Proud - 5:11
10. Pig Smack - 2:40
11. So Long Bleeding - 5:23
12. White Christ - 3:52 (Bonusspår på CD)
13. I Am The Walrus - 5:07 (Lennon-McCartney) (Bonusspår på CD)

## Musiker[2]
- Fläskkvartetten
  - Jonas Lindgren – violin
  - Örjan Högberg – viola
  - Mattias Helldén – cello
  - Sebastian Öberg – cello
- Freddie Wadling - Sång
- Morgan Ågren - Trummor
- Johan Söderberg - Slagverk